# اس‌اس کانادیانا
اس‌اس کانادیانا (به انگلیسی: SS Canadiana) یک کشتی بود که طول آن ۲۱۵ فوت (۶۶ متر) و ارتفاع آن ۱۶٫۱ فوت (۴٫۹ متر) بود. این کشتی در سال ۱۹۱۰ ساخته شد.